# Moviment Nacional Pan-Armeni
El Moviment Nacional Pan-Armeni (armeni Հայոց Համազգային Շարժում, Hayots Hamazgain Sharzhum) o MNPA (ՀՀՇ, HHS) fou un partit polític armeni.

## Història
El partit sorgí de la resolució del Consell Autònom del Nagorno Karabakh del 20 de febrer de 1988, per a unir-se amb l'Armènia Soviètica. El seu primer acte, on demanaven la reunificació del Nagorno Karabakh amb l'Armènia, va tindre lloc a Erevan el 21 de febrer de 1988. El comité de direcció, liderat per Igor Muradian, fou organitzat el mateix mes i Levon Ter-Petrosian fou incorporat a l'òrgan el maig de 1988. El 15 de juny de 1988, ja amb representació informal al Consell Suprem de l'RSS d'Armènia, la cambra legislativa aprova la reunificació de l'aleshores Oblats Autònom del Nagorno Karabakh i Armènia. La formació participà a les eleccions parlamentàries armènies de 1990, les últimes soviètiques, obtenint com a independents 59 escons al Consell Suprem.
El MNA nominà Ter-Petrosian com a candidat a les eleccions presidencials armènies de 1991, guanyant les eleccions amb vora un 83% dels vots. A les eleccions presidencials armènies de 1996 el partit tornà a triar Ter-Petrosian candidat, guanyant amb el 51,3% dels sufragis emesos. La formació va començar a perdre rellevància quan Ter-Petrosian renuncià com a president l'any 1998. Per a les eleccions parlamentàries armènies de 1999, el partit va perdre tota la seua representació parlamentària, els 62 escons, a l'Assemblea Nacional Armènia.
Des del 2010, el MNA formà part del Partit de l'Aliança dels Liberals i Demòcrates per Europa (ALDE). La formació participà a les eleccions parlamentàries armènies de 2012, guanyant només un escó i recuperant la representació parlamentària per primera vegada des de l'any 1999. El juliol de 2012 el MNA participà en un fòrum de partits polítics liberals del Caucas. El fòrum incloïa la presència del Partit Republicà de Geòrgia i el Musavat. Les formacions debateren punts com ara la cooperació regional o l'integració a la Unió Europea.
L'últim dirigent del MNA fou Aram Manukian, qui dissolgué el partit el 23 de febrer de 2013. Dues formacions polítiques succeïren el MNA: el Congrés Nacional Armeni i el Moviment Nacional Armeni. El primer està liderat per Levon Ter-Petrosian i fou creat com a coalició l'any 2008 en oposició al govern de Serj Sargsian. El segon, pretén ancorar-se en l'esència del partit original i està liderat per Ararat Zurabian.

## Resultats electorals
| Eleccions | Vots    | %    | Escons   | +/– | Posició | Candidat        | Govern   |
| --------- | ------- | ---- | -------- | --- | ------- | --------------- | -------- |
| 1990      | n/a     | n/a  | 59 / 259 | Nou | 2n      | n/a             | Oposició |
| 1995      | 329.000 | 43,9 | 62 / 190 | 3   | 1r      | Hrant Bagratian | Govern   |
| 1999      | 12.540  | 1,16 | 0 / 131  | 62  | 12é     | n/a             | Oposició |
| 2003      | 7.676   | 0,64 | 0 / 131  | =   | 17é     | n/a             | Oposició |
| 2007      | 7.764   | 0,61 | 0 / 131  | =   | 27é     | n/a             | Oposició |
| 2012      | 53.881  | 3,77 | 1 / 131  | 1   | 11é     | n/a             | Oposició |